# Плюхина (Тюменская область)
Плюхина — деревня в Заводоуковском районе Тюменской области. В рамках организации местного самоуправления находится в Заводоуковском городском округе.

## История
До 1917 года в составе Бигелинской волости Ялуторовского уезда Тобольской губернии. По данным на 1926 год состояла из 71 хозяйства. В административном отношении входила в состав Бигелинского сельсовета Новозаимского района Тюменского округа Уральской области.

## Население
| 2010 |
| ---- |
| 60   |

По данным переписи 1926 года в деревне проживало 295 человек (145 мужчин и 150 женщин), в том числе: русские составляли 100 % населения.